# 王邑 (新朝)
王邑（？—23年），是新朝建立者王莽的堂弟，成都侯王商之子。新朝军事将领，也是王莽的心腹，其妾為竇融的妹妹，王邑先任雍州刺史，后担任大司空，和大司徒王寻在昆阳之战时被刘秀击败。王寻阵亡，王邑被任命为大司马。大长秋张邯为大司徒，崔发为大司空。绿林军攻陷长安，王邑与其子王睦力战而死。

## 生平
王莽在经历大风大雨后终于成为了新王朝的皇帝，其中王邑起到了很大的作用。王莽称帝后，对国家进行书生式的政治改革，例如鹽酒国有，禁止交易奴婢等等。但是却操之过急，未得其利反得其害。王邑先任雍州刺史，后担任大司空，和大司徒王寻在昆阳之战时被刘秀击败。王寻阵亡，王邑被任命为大司马。大长秋张邯为大司徒，崔发为大司空。绿林军攻陷长安，王邑与其子王睦力战而死。

## 相关文献
- 《漢書》卷99上列传69上王莽传上
- 《漢書》卷99中列传69中王莽传中
- 《漢書》卷99下列传69下王莽传下
- 《漢書》卷84列传54附・翟義传
- 《漢書》卷86列传56何武传
- 《後漢書》本紀1上光武帝紀上

| 前任： 甄豐 西汉大司空 | 新朝大司空 8年—23年 | 繼任： 崔發 |